# Felsőszentmárton
Felsőszentmárton község (horvátul: Martinci, Martince) Baranya vármegyében, a Sellyei járásban.

## Fekvése
A Drávától északra, mintegy 1,5 kilométerre fekszik, közvetlenül a déli országhatár mellett; ez az Ormánság legnyugatibb települése.
A szomszédos települések a határ magyar oldalán: észak felől Lakócsa, északkelet felől Drávafok, kelet felől Markóc, délkelet felől Drávakeresztúr, északnyugat felől pedig Szentborbás. A határ túlsó oldalán a két legközelebbi falu Vaska (Vaška) és Kapinci (Kapinci), közigazgatásilag mindkettő Szópiához (Sopje) tartozik.

### Megközelítése
Közúton a Harkány-Sellye-Darány közt húzódó 5804-es út felől közelíthető meg a legegyszerűbben, Drávafoknál vagy Lakócsánál letérve az 5825-ös úton. Drávakeresztúrral az 5829-es út kapcsolja össze.
A településen áthalad az EuroVelo nemzetközi kerékpárút-hálózat 13. számú, „Vasfüggöny” útvonalának horvát-magyar határ menti szakasza, amelynek a Drávatamási és Drávasztára közti 3. számú etapja érinti a falut.

## Története

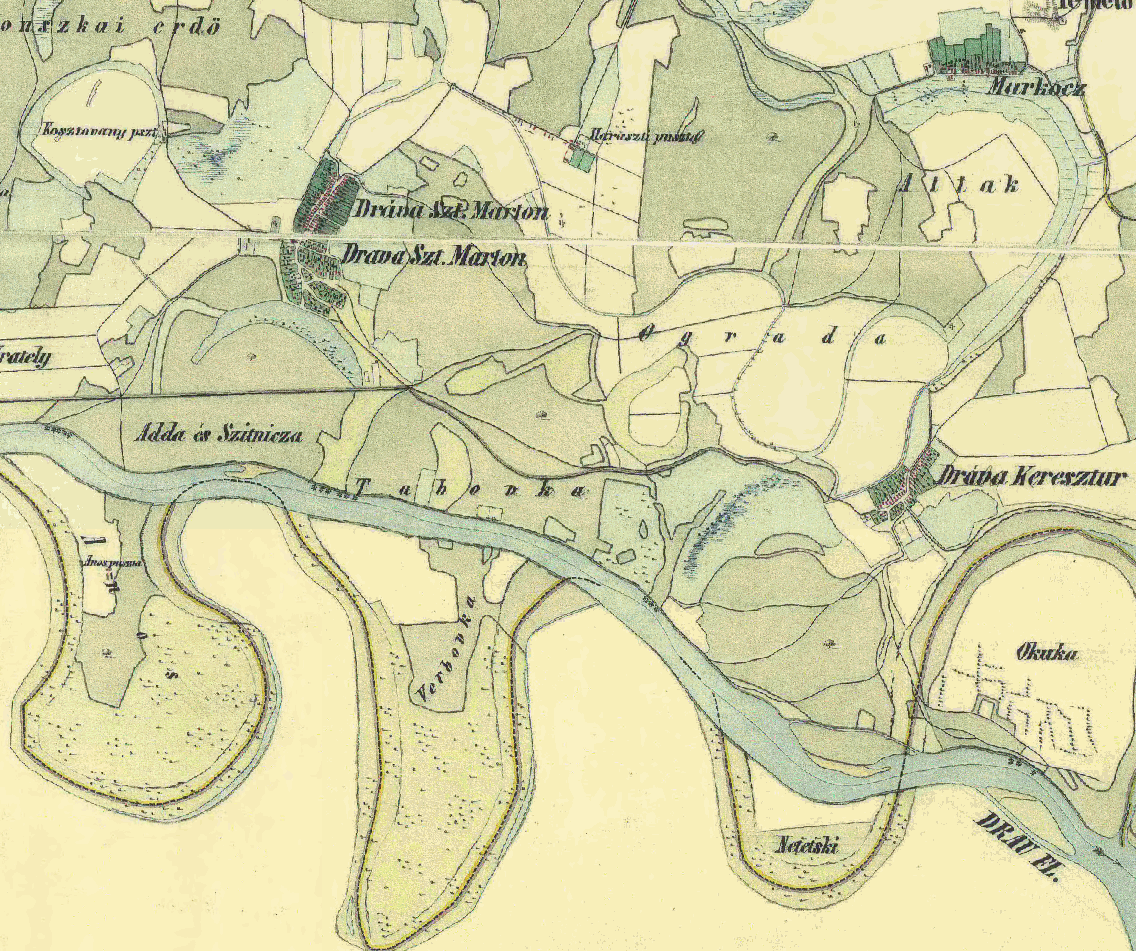
Magyarország második katonai felmérése alkalmával készített térképen jól látható az akkor Drávaszentmártonnak nevezett településnek a Dráva jobb partjára eső területe

A helység neve, a Szentmárton, a falu templomának védőszentjére utal. A településről a legrégebbi írásos emlék 1235-ből származik mikor felbukkan Szent Mártonról elnevezett püspöki birtok és udvarház és a hozzá tartozó 17 majorság. Ezt megelőzően nevezetes történelmi emléke a falunak, hogy a község mellett a Dráván lévő gázlón kelt át Szent László király hadserege, hogy a horvát területeket elfoglalják. A zágrábi, Szent Istvánról elnevezett székesegyházat László király építette, horvát történészek szerint 1093-ban.
A középkorban ezen vidéken magyarok éltek. Közben hívták Vaskaszentmártonnak, Tótszentmártonnak, Drávaszentmártonnak, végül Felsőszentmártonnak.
1532. július 24. napján Szulejmán szultán tábort vert a faluban, amikor a Dráva mentén vonult Bécs felé. A törökdúlás idején horvát népesség lakta, a lakosság a 17. század végén és a 18. század elején több ízben elhagyta, majd 1712-ben ismét benépesült a falu Boszniából és Szlavóniából érkező horvátokkal. A faluban ekkor néhány magyar nyelvű család élt itt. A magyar lakosok száma az évszázadok során is gyér maradt, 1970. évben 27 magyar és 1707 horvát lakosa volt. A pécsi püspök joghatósága alá tartozik.
1550. április 20-án, az akkoriban Vaskaszentmártonnak nevezett faluban tartották a környékbeli reformátusok első szinódusát.
Gazdasági életére a legnagyobb csapást a trianoni döntés hozta, mert elcsatolták a korábban a községhez tartozó területet, mely a Dráva jobb partján terült el közel olyan nagyságban, mint a község jelenlegi kiterjedése.
A II. világháború után az ellenséges országnak tartott Jugoszlávia közelsége miatt belügyileg ellenőrzött határsávba esett, mely évtizedekig tartott. Ezért a gazdasági és társadalmi fejlődés megállt, ehhez hozzájárult az Ormánsággal szembeni rossz településpolitika. Felsőszentmártonban nem volt egykézés néven ismert társadalmi jelenség. A kilencvenes években zajló szerb-horvát háború a területet még zártabbá tette, így magyarázható, hogy lakossága az 1970-es évi adatokhoz képest 2011-ben gyakorlatilag a felére, 928 emberre csökkent.
Az 1950-es megyerendezéssel a korábban a Somogy vármegye Barcsi járásához tartozó települést Baranyához csatolták.
A 2001-es népszámlálás idején a lakosság 69,3%-a vallotta magát horvát nemzetiségűnek. A lakosság nyelvjárására jellemző, névmás szerint az ún. „što” nyelvjárást beszélik, tehát ezért nevezik őket štokávácoknak, míg a mellette alig 3–10 km-re lévő falvakban, Lakócsán, Szentborbáson, Tótújfaluban, kájkávácok élnek, akik a „mi=kaj” névmást használják.

## Közélete

### Polgármesterei
- 1990–1994: Lantos Mihály (független)[9]
- 1994–1998: Gulyás Pál (független horvát kisebbségi)[10]
- 1998–2002: Gulyás Pál (független horvát kisebbségi)[11]
- 2002–2006: Gulyás Pál (független horvát kisebbségi)[12]
- 2006–2010: Gulyás Pál (MSZP)[13]
- 2010–2011: Ronta Róbert (független)[14]
- 2011–2014: Várnai Levente (független)[15]
- 2014–2019: Várnai Levente (független)[16]
- 2019–2024: Várnai Levente (független)[17]
- 2024– : Kovácsevics István (független)[1]

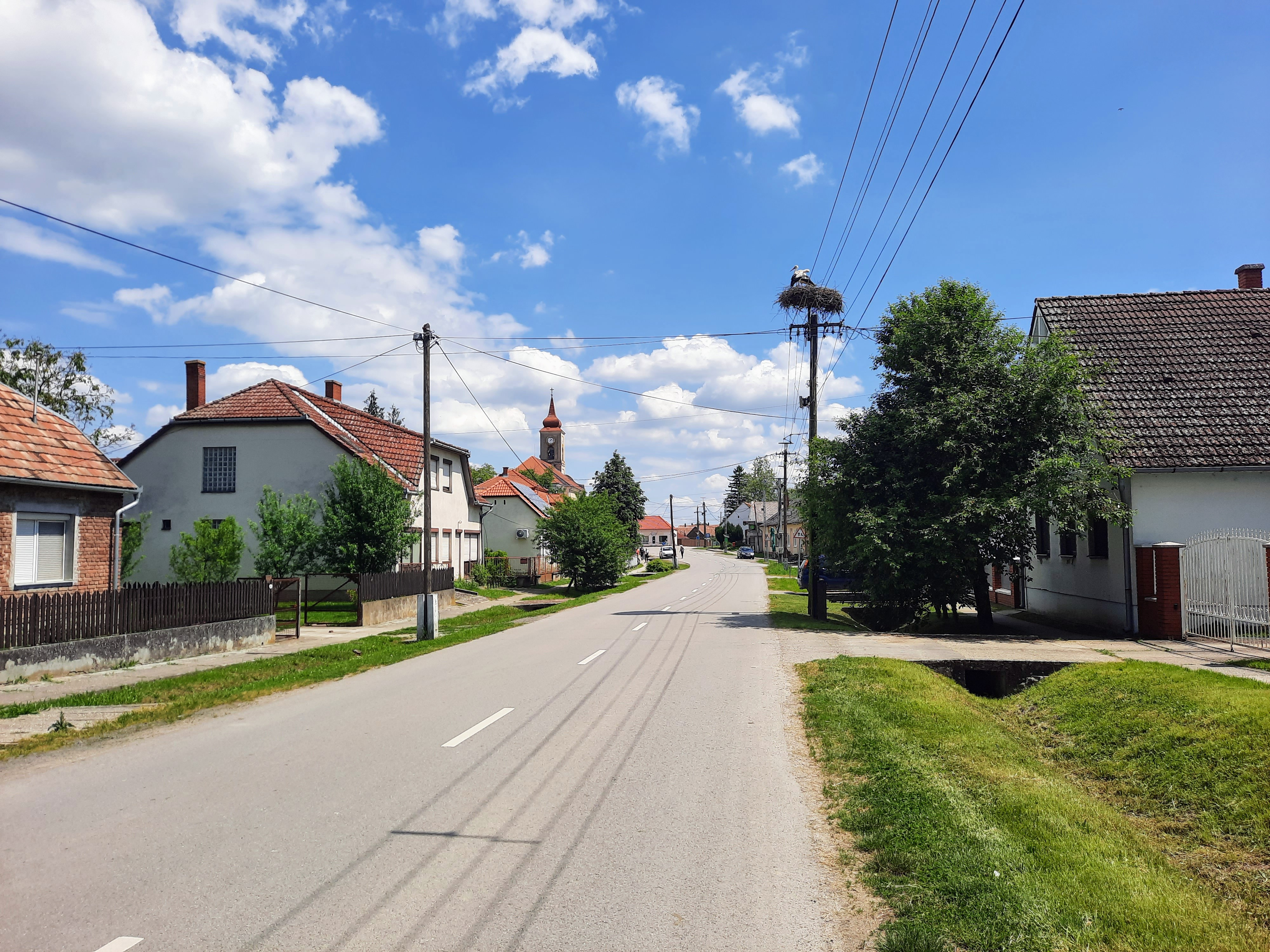
Szent László utca

A településen 2011. július 24-én időközi polgármester-választást (és képviselő-testületi választást) tartottak, az előző képviselő-testület önfeloszlatása miatt. A választáson a hivatalban lévő polgármester is elindult, de öt jelölt közül, a győzteshez képest tíz szavazatnyi különbséggel csak a második helyet érte el.

## Népesség
A település népességének változása:
| Lakosok száma | 950  | 950  | 914  | 820  | 795  | 762  | 754  | 705  |
|               | 2013 | 2014 | 2015 | 2019 | 2021 | 2022 | 2023 | 2024 |

A 2011-es népszámlálás során a lakosok 55%-a magyarnak, 0,7% cigánynak, 75,1% horvátnak, 0,3% németnek mondta magát (14,6% nem nyilatkozott; a kettős identitások miatt a végösszeg nagyobb lehet 100%-nál). A vallási megoszlás a következő volt: római katolikus 77,5%, református 1,7%, evangélikus 0,2%, felekezeten kívüli 2% (17,1% nem nyilatkozott).
2022-ben a lakosság 82,5%-a vallotta magát magyarnak, 54,1% horvátnak, 2,6% németnek, 0,7% cigánynak, 0,3% görögnek, 0,3% szlováknak, 0,1% szerbnek és 0,1% örménynek, 3,3% egyéb, nem hazai nemzetiségűnek (9,1% nem nyilatkozott; a kettős identitások miatt a végösszeg nagyobb lehet 100%-nál). Vallásuk szerint 57,9% volt római katolikus, 2,2% református, 0,1% evangélikus, 0,9% egyéb keresztény, 1,8% egyéb katolikus, 9,1% felekezeten kívüli (28% nem válaszolt).

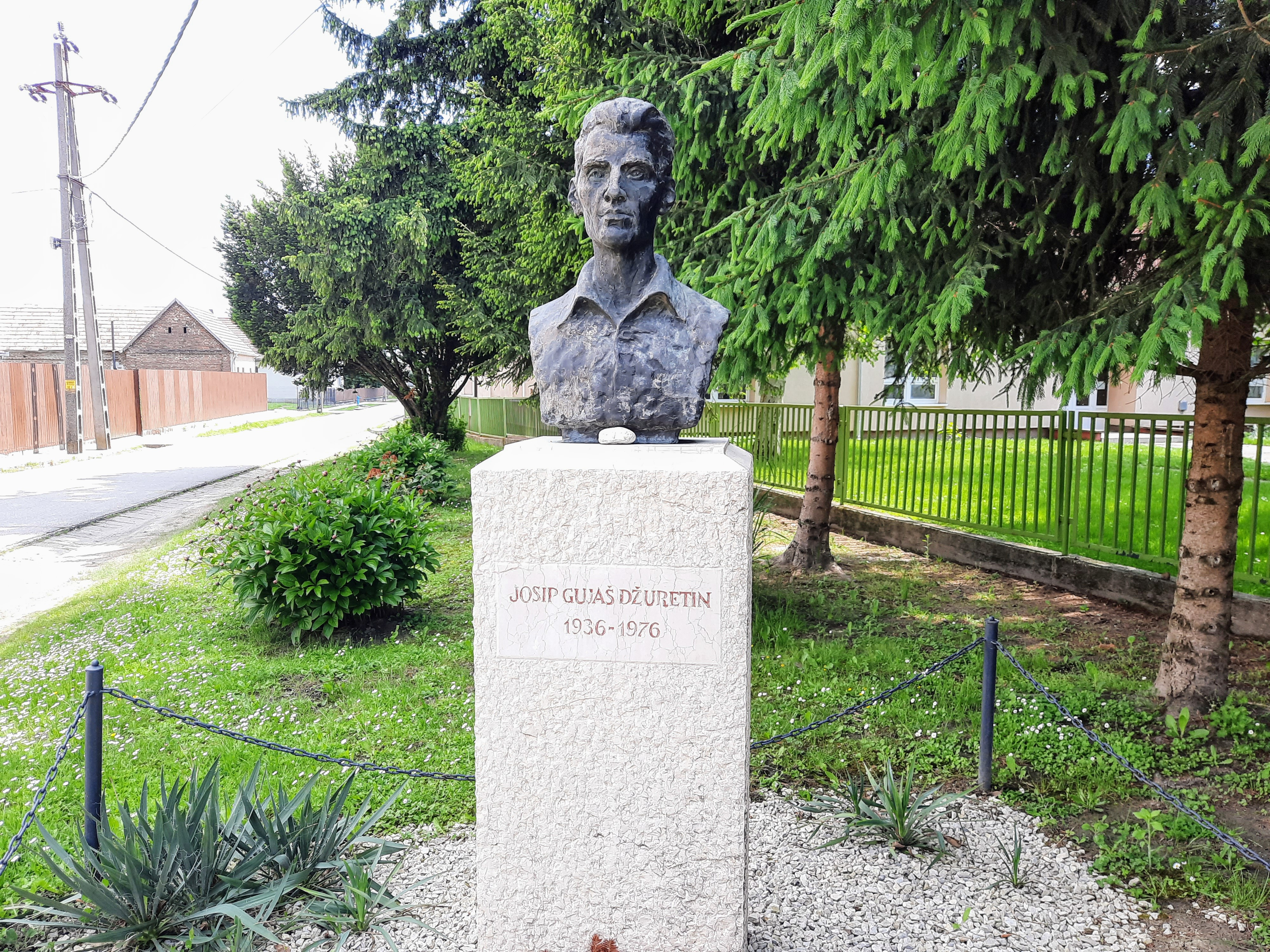
Gulyás Dzsuretin József költő mellszobra

## Nevezetességek
- Szent Márton-templom – épült 1727-ben, bővítették 1852-ben. Oltárképét Maureiter Lajos festette. Témája: Szent László király átkelése a szentmártoni Dráva-gázlón.
- A falutól délre elterülő horgásztó, a Mrtvica a magyarországi Dráva-szakasz legnagyobb, máig megmaradt holtágainak egyike, a körülbelül 16 hektáros vízfelületű tavon jelentős horgászélet van.[21]

## Külső hivatkozások
- Felsőszentmárton Község hivatalos honlapja Felsőszentmárton Község hivatalos honlapja
- Felsőszentmárton a Via Sancti Martini honlapján